# Backstreet Boys (Album)
Backstreet Boys ist das Debütalbum der gleichnamigen US-amerikanischen Gesangsgruppe. Es erschien am 6. Mai 1996 bei Jive Records.

## Titelliste
1. We’ve Got It Goin’ On (Denniz PoP, Max Martin, Herbie Crichlow) – 3:41
2. Anywhere For You (Gary Baker, Wayne Perry) – 4:42
3. Get Down (You’re The One For Me) (Bülent Aris, Toni Cottura) – 3:52 (feat. Smooth T)
4. I’ll Never Break Your Heart (Albert Manno, Eugene Wilde) – 4:48
5. Quit Playing Games (with My Heart) (Max Martin, Herbie Crichlow) – 3:53
6. Boys Will Be Boys (Jolyon Skinner, Veit Renn) – 4:05
7. Just To Be Close To You (Tim Grant, Michael Gray) – 4:49
8. I Wanna Be With You (Denniz PoP, Max Martin) – 4:05
9. Everytime I Close My Eyes (Eric Foster White) – 3:55
10. Darlin’ (Timmy Allen, Nneka Morton) – 5:32
11. Let’s Have A Party (Mookie, Dave McPherson, Jeff Sledge, Kenyatta Galbreth, C.J. Trevett, Kenneth Gamble, Leon Huff) – 3:49
12. Roll With It (Jolyon Skinner, Veit Renn) – 4:41
13. Nobody But You (Denniz PoP, Max Martin, Herbie Crichlow) – 3:03

Die Titelliste bezieht sich auf die deutsche Ausgabe. International sind unterschiedliche Versionen erschienen.

## Kommerzieller Erfolg

### Chartplatzierungen

#### Album
| ChartsChartplatzierungen     | Höchstplatzierung | Wochen |
| ---------------------------- | ----------------- | ------ |
| Deutschland (GfK)            | 1 (70 Wo.)        | 70     |
| Österreich (Ö3)              | 1 (71 Wo.)        | 71     |
| Schweiz (IFPI)               | 1 (59 Wo.)        | 59     |
| Vereinigtes Königreich (OCC) | 12 (28 Wo.)       | 28     |

| ChartsJahrescharts (1996) | Platzierung |
| ------------------------- | ----------- |
| Deutschland (GfK)         | 5           |
| Österreich (Ö3)           | 4           |
| Schweiz (IFPI)            | 4           |

| ChartsJahrescharts (1997) | Platzierung |
| ------------------------- | ----------- |
| Deutschland (GfK)         | 21          |
| Österreich (Ö3)           | 9           |
| Schweiz (IFPI)            | 15          |

#### Singles
| Jahr | Titel                              | Höchstplatzierung, Gesamtwochen, AuszeichnungChartplatzierungen (Jahr, Titel, , Platzierungen, Wochen, Auszeichnungen, Anmerkungen) | Höchstplatzierung, Gesamtwochen, AuszeichnungChartplatzierungen (Jahr, Titel, , Platzierungen, Wochen, Auszeichnungen, Anmerkungen) | Höchstplatzierung, Gesamtwochen, AuszeichnungChartplatzierungen (Jahr, Titel, , Platzierungen, Wochen, Auszeichnungen, Anmerkungen) | Höchstplatzierung, Gesamtwochen, AuszeichnungChartplatzierungen (Jahr, Titel, , Platzierungen, Wochen, Auszeichnungen, Anmerkungen) | Höchstplatzierung, Gesamtwochen, AuszeichnungChartplatzierungen (Jahr, Titel, , Platzierungen, Wochen, Auszeichnungen, Anmerkungen) | Anmerkungen                                                              |
| Jahr | Titel                              | DE | AT | CH | UK | US | Anmerkungen                                                              |
| ---- | ---------------------------------- | --- | --- | --- | --- | --- | ------------------------------------------------------------------------ |
| 1995 | We’ve Got It Goin’ On              | DE4 (29 Wo.)DE | AT3 (16 Wo.)AT | CH3 (26 Wo.)CH | UK3 (10 Wo.)UK | US69 (20 Wo.)US | Erstveröffentlichung: 11. September 1995 Verkäufe: + 265.000             |
| 1996 | I’ll Never Break Your Heart        | DE5 (23 Wo.)DE | AT5 (13 Wo.)AT | CH2 (23 Wo.)CH | UK8 (12 Wo.)UK | US35 (21 Wo.)US | Erstveröffentlichung: 12. Februar 1996 Verkäufe: + 250.000               |
| 1996 | Get Down (You’re the One for Me)   | DE5 (25 Wo.)DE | AT4 (14 Wo.)AT | CH7 (20 Wo.)CH | UK14 (12 Wo.)UK | — | Erstveröffentlichung: 30. April 1996 Verkäufe: + 250.000; feat. Smooth T |
| 1996 | Quit Playing Games (with My Heart) | DE1 (21 Wo.)DE | AT1 (16 Wo.)AT | CH1 (27 Wo.)CH | UK2 (10 Wo.)UK | US2 (43 Wo.)US | Erstveröffentlichung: 14. Oktober 1996 Verkäufe: + 1.990.000             |
| 1997 | Anywhere for You                   | DE3 (14 Wo.)DE | AT7 (12 Wo.)AT | CH3 (14 Wo.)CH | UK4 (10 Wo.)UK | — | Erstveröffentlichung: 24. Februar 1997 Verkäufe: + 250.000               |

### Auszeichnungen für Musikverkäufe
| Land/Region                  | Auszeichnungen für Musikverkäufe (Land/Region, Auszeichnung, Verkäufe) | Verkäufe    |
| ---------------------------- | ---------------------------------------------------------------------- | ----------- |
| Argentinien (CAPIF)          | 3× Platin                                                              | 120.000     |
| Australien (ARIA)            | Platin                                                                 | 70.000      |
| Belgien (BRMA)               | Platin                                                                 | (50.000)    |
| Brasilien (PMB)              | Platin                                                                 | 250.000     |
| Deutschland (BVMI)           | 2× Platin                                                              | (1.000.000) |
| Europa (IFPI)                | 3× Platin                                                              | 3.000.000   |
| Finnland (IFPI)              | Gold                                                                   | (21.930)    |
| Frankreich (SNEP)            | Gold                                                                   | (100.000)   |
| Hongkong (IFPI/HKRIA)        | Platin                                                                 | 20.000      |
| Japan (RIAJ)                 | Gold                                                                   | 100.000     |
| Kanada (MC)                  | Diamant                                                                | 1.048.000   |
| Mexiko (AMPROFON)            | Gold                                                                   | 100.000     |
| Neuseeland (RMNZ)            | Platin                                                                 | 15.000      |
| Niederlande (NVPI)           | 2× Platin                                                              | (200.000)   |
| Norwegen (IFPI)              | Platin                                                                 | (50.000)    |
| Österreich (IFPI)            | 3× Platin                                                              | (150.000)   |
| Polen (ZPAV)                 | Platin                                                                 | (100.000)   |
| Schweden (IFPI)              | Platin                                                                 | (100.000)   |
| Schweiz (IFPI)               | 3× Platin                                                              | (150.000)   |
| Spanien (Promusicae)         | 4× Platin                                                              | (400.000)   |
| Vereinigtes Königreich (BPI) | Gold                                                                   | (100.000)   |
| Insgesamt                    | 5× Gold · 28× Platin · 1× Diamant ·                                    | 4.783.000   |

Hauptartikel: Backstreet Boys/Auszeichnungen für Musikverkäufe